# Europese kampioenschappen mountainbike 2020
De Europese kampioenschappen mountainbike 2020 vinden plaats van 15 tot en met 18 oktober in Monteceneri waar de onderdelen cross-country en cross-country eliminator verreden worden. Op 6 december zou in Duinkerke de strandrace verreden worden, maar deze werd afgelast.

## Programma
| Datum                | Categorie                         |
| Monteceneri          | Monteceneri                       |
| -------------------- | --------------------------------- |
| donderdag 15 oktober | Cross-country, gemengde aflossing |
| vrijdag 16 oktober   | Eliminator, mannen                |
| vrijdag 16 oktober   | Eliminator, vrouwen               |
| zaterdag 17 oktober  | Cross-country, beloften mannen    |
| zaterdag 17 oktober  | Cross-country, Elite vrouwen      |
| zaterdag 17 oktober  | Cross-country, Elite mannen       |
| zondag 18 oktober    | Cross-country, beloften vrouwen   |
| zondag 18 oktober    | Cross-country, junior vrouwen     |
| zondag 18 oktober    | Cross-country, junior mannen      |
| Duinkerke            |                                   |
| zondag 6 december    | Strandrace, mannen                |
| zondag 6 december    | Strandrace, vrouwen               |

## Cross-country

### Mannen

#### Elite
| №                 | Naam              | Land        | Tijd     |
| ----------------- | ----------------- | ----------- | -------- |
| Goud              | Nino Schurter     | Zwitserland | 1u27'25" |
| Zilver            | Titouan Carod     | Frankrijk   | + 10"    |
| Brons             | Mathias Flückiger | Zwitserland | + 49"    |
| 4                 | Luca Braidot      | Italië      | + 57"    |
| 5                 | Jordan Sarrou     | Frankrijk   | + 1'07"  |
| 13                | Milan Vader       | Nederland   | + 2'30"  |
| Volledige uitslag |                   |             |          |

#### Beloften
| №                 | Naam           | Land        | Tijd     |
| ----------------- | -------------- | ----------- | -------- |
| Goud              | Joel Roth      | Zwitserland | 1u18'02" |
| Zilver            | Vital Albin    | Zwitserland | + 06"    |
| Brons             | Juri Zanotti   | Italië      | + 28"    |
| 4                 | Fabio Püntener | Zwitserland | + 1'29"  |
| 5                 | Loan Cheneval  | Frankrijk   | + 1'35"  |
| 7                 | Mick van Dijke | Nederland   | + 1'56"  |
| 19                | Sam de Nijs    | Nederland   | + 4'48"  |
| 34                | Ian Schumacher | Nederland   | + 7'07"  |
| Volledige uitslag |                |             |          |

#### Junioren
| №                 | Naam                  | Land        | Tijd     |
| ----------------- | --------------------- | ----------- | -------- |
| Goud              | Oliver Vedersø Sølvøj | Denemarken  | 1u05'34" |
| Zilver            | Janis Baumann         | Zwitserland | + 10"    |
| Brons             | Luke Wiedmann         | Zwitserland | + 14"    |
| 4                 | Dario Lillo           | Zwitserland | + 1'11"  |
| 5                 | Jan Zatloukal         | Tsjechië    | + 1'20"  |
| 22                | Frits Biesterbos      | Nederland   | + 4'25"  |
| 32                | Chris van Dijk        | Nederland   | + 5'45"  |
| 40                | Tom Schellekens       | Nederland   | + 8'40"  |
| DNF               | Joost Brinkman        | Nederland   | DNF      |
| Volledige uitslag |                       |             |          |

### Vrouwen

#### Elite
| №                 | Naam                   | Land                | Tijd      |
| ----------------- | ---------------------- | ------------------- | --------- |
| Goud              | Pauline Ferrand-Prévot | Frankrijk           | 1u13'24"  |
| Zilver            | Anne Terpstra          | Nederland           | + 41"     |
| Brons             | Jana Belomoina         | Oekraïne            | + 56"     |
| 4                 | Evie Richards          | Verenigd Koninkrijk | + 1'05"   |
| 5                 | Sina Frei              | Zwitserland         | + 1'39"   |
| 20                | Sophie von Berswordt   | Nederland           | + 5'40"   |
| 34                | Anne Tauber            | Nederland           | + 1 ronde |
| Volledige uitslag |                        |                     |           |

#### Beloften
| №                 | Naam               | Land                | Tijd     |
| ----------------- | ------------------ | ------------------- | -------- |
| Goud              | Loana Lecomte      | Frankrijk           | 1u12'43" |
| Zilver            | Marika Tovo        | Italië              | + 4'20"  |
| Brons             | Viktoria Kirsanova | Rusland             | + 4'36"  |
| 4                 | Martina Berta      | Italië              | + 5'22"  |
| 5                 | Harriet Harnden    | Verenigd Koninkrijk | + 5'45"  |
| Volledige uitslag |                    |                     |          |

#### Junioren
| №                 | Naam                | Land       | Tijd    |
| ----------------- | ------------------- | ---------- | ------- |
| Goud              | Mona Mitterwallner  | Oostenrijk | 59'32"  |
| Zilver            | Olivia Onesti       | Frankrijk  | + 2'36" |
| Brons             | Puck Pieterse       | Nederland  | + 3'07" |
| 4                 | Karolína Bedrníková | Tsjechië   | + 3'20" |
| 5                 | Line Burquier       | Frankrijk  | + 3'49" |
| 12                | Fem van Empel       | Nederland  | + 6'20" |
| Volledige uitslag |                     |            |         |

## Eliminator

### Mannen
| №                 | Naam                    | Land        |
| ----------------- | ----------------------- | ----------- |
| Goud              | Titouan Perrin-Ganier   | Frankrijk   |
| Zilver            | Jeroen van Eck          | Nederland   |
| Brons             | Hugo Briatta            | Frankrijk   |
| 4                 | Patrick Lüthi           | Zwitserland |
| 5                 | Quentin Schrotzenberger | Frankrijk   |
| 12                | Jay Bytebier            | België      |
| Volledige uitslag |                         |             |

### Vrouwen
| №                 | Naam              | Land        |
| ----------------- | ----------------- | ----------- |
| Goud              | Gaia Tormena      | Italië      |
| Zilver            | Linda Indergand   | Zwitserland |
| Brons             | Marion Fromberger | Duitsland   |
| 4                 | Coline Clauzure   | Frankrijk   |
| 5                 | Isaure Medde      | Frankrijk   |
| 7                 | Didi de Vries     | Nederland   |
| Volledige uitslag |                   |             |

## Gemengde aflossing
| №                 | Land        | Namen | Tijd     |
| ----------------- | ----------- | --- | -------- |
| Goud              | Italië      | Luca Braidot, Eva Lechner, Filippo Agostinacchio, Nicole Pesse, Marika Tovo, Juri Zanotti                                          | 1u24'33" |
| Zilver            | Frankrijk   | Mathis Azzaro, Luca Martin, Loana Lecomte, Olivia Onesti, Lena Gerault, Jordan Sarrou                                              | + 21"    |
| Brons             | Zwitserland | Fabio Püntener, Janis Baumann, Alessandra Keller, Noëlle Buri, Elisa Alvarez, Thomas Litscher                                      | + 46"    |
| 4                 | Denemarken  | Simon Andreassen, Alexander Young Andersen, Oliver Vedersø Sølvhøj, Klara Sofie Skovgård Hansen, Sofie Heby Pedersen, Malene Degn] | + 1'07"  |
| 5                 | Tsjechië    | Jan Vastl, Jan Zatloukal,Tereza Tvarůžková, Aneta Novotná, Jitka Čábelická, David Šulc                                             | + 1'16"  |
| Volledige uitslag |             | |          |

1989 · 
1990 ·
1991 · 
1992 ·
1993 ·
1994 ·
1995 ·
1996 ·
1997 ·
1998 ·
1999 ·
2000 ·
2001 ·
2002 ·
2003 ·
2004 ·
2005 ·
2006 ·
2007 ·
2008 ·
2009 ·
2010 ·
2011 ·
2012 ·
2013 ·
2014 ·
2015 ·
2016 ·
2017 ·
2018 ·
2019 ·
2020 ·
2021 ·
2022 ·
2023